# النظريات السلوكية للاكتئاب
تفسر النظريات السلوكية للاكتئاب مسببات الاكتئاب القائمة على العلوم السلوكية، إذ تشكل أساسًا للعلاجات السلوكية للاكتئاب.

## النظريات السلوكية

### مقدمة
يُعتبر الاكتئاب أحد الأمراض العقلية الهامة، إذ تترتب عليه مجموعة من النتائج الفيزيولوجية والنفسية مثل الخمول، وتراجع الاهتمام والسعادة، واضطرابات النوم والشهية. من المتوقع أن يصبح الاكتئاب السبب الأول للإعاقة في الولايات المتحدة وغيرها من الدول مرتفعة الدخل بحلول عام 2030.
تشدّد النظريات السلوكية للاكتئاب على دور الإجراءات اللاتكيفية في بداية الاكتئاب واستمراريته. تنبع هذه النظريات من الأعمال المتعلقة بمبادئ التعلم والتكيف منذ أوائل القرن العشرين وحتى منتصفه. غالبًا ما يُنسب الفضل إلى إيفان بافلوف وبورهوس فريدريك سكينر في تأسيس علم النفس السلوكي، نظرًا لأبحاثهما في الإشراط التقليدي والإشراط الاستثابي على التوالي. أثبتت أبحاثهما أنه يمكن اكتساب بعض السلوكيات أو عدم اكتسابها، إذ طُبّقت هذه النظريات في سياقات مختلفة مثل علم النفس المرضي. تركز النظريات المطبقة على الاكتئاب بشكل خاص على ردود أفعال الأفراد تجاه بيئتهم وكيفية تطويرهم لاستراتيجيات تكيفية ولاتكيفية.

### التنشيط السلوكي
يُعتبر التنشيط السلوكي نهجًا تفرّديًا ووظيفيًا للاكتئاب، إذ يزعم أن الأشخاص المصابين بالاكتئاب يتصرفون بطرق تضمن استمرارية اكتئابهم وتحدد منشأ نوبات الاكتئاب في البيئة. لا تُنكر نظريات التنشيط السلوكي العوامل البيولوجية المساهمة في الاكتئاب، لكنها تشدد في نهاية المطاف على أن مزيجًا من حدث مرهق في حياة الفرد ورد فعله على الحدث من شأنه أن يسفر عن نوبة اكتئاب. قد يُظهر الأفراد المصابون بالاكتئاب سلوكيات منفّرة اجتماعيًا، وقد يفشلون في الانخراط ضمن الأنشطة الممتعة أو يطيلون التفكير في مشاكلهم أو يمارسون أنشطة لاتكيفية. وفقًا لنظرية التنشيط السلوكي، تعمل هذه السلوكيات غالبًا كآليات اجتناب بينما يحاول الفرد التعامل مع حدث واقعي مرهق، ما يؤدي إلى تراجع في التعزيز الإيجابي أو السيطرة المتصورة. يُعتبر اجترار الأفكار أمرًا مهمًا في بداية الاكتئاب بشكل خاص. هناك نوعان أساسيان لآليات التكيف هما اجترار الأفكار والشرود. يمضي الأفراد الذين يمارسون اجترار الأفكار وقتهم في التركيز على الحدث المرهق ومشاعرهم تجاهه، بينما يشارك الأفراد الذين يمارسون الشرود في الأنشطة التي من شأنها إبعادهم عن الحدث وعن مشاعرهم تجاهه. من المرجح أن يُصاب الأفراد الممارسون لاجترار الأفكار بالاكتئاب مقارنةً بالأشخاص الذين يمارسون الشرود.

### المهارات الاجتماعية
أُثبت تجريبيًا أن المساهم الرئيسي في استمرارية الاكتئاب هو أوجه القصور في المهارات الاجتماعية والتفاعلات الاجتماعية الإيجابية. عادةً ما يتفاعل الأفراد المصابون بالاكتئاب مع الآخرين بدرجة أقل مقارنةً بالأشخاص غير المصابين بالاكتئاب، إذ تكون أفعالهم عادة أكثر اختلالًا. تدور إحدى نظريات المهارات الاجتماعية حول غياب السلوكيات الساعية إلى التفاعل لدى الأفراد المصابين بالاكتئاب. يسفر غياب هذه التفاعلات عن عزلة اجتماعية من شأنها أن تعزز تطور المفهوم الذاتي السلبي والشعور بالوحدة والعزلة. تعزو نظرية المهارات الاجتماعية البديلة المشكلات المتضمنة في التفاعلات إلى استمرارية الاكتئاب. يدفع «العرف الاجتماعي المناصر للسعادة» الناس إلى التماس التفاعلات الاجتماعية على أمل حدوث التبادل الإيجابي؛ ومع ذلك، يخلّ الأفراد الذين يعانون من الاكتئاب بهذه الآمال عادةً. يغدو غياب الاستجابة الذي يظهره الأفراد المصابون بالاكتئاب مزعجًا بالنسبة لشركائهم في التفاعل، ما يسفر عن تجنبهم للتفاعلات مع الشخص المصاب بالاكتئاب أو التعامل مع بصورة أكثر سلبية في التفاعلات المستقبلية، ما يؤدي إلى نبوءة محققة لذاتها من التفاعلات الاجتماعية السلبية المستمرة لكلا الفردين. يرسل الشخص المصاب بالاكتئاب غالبًا إشارات اجتماعية غامضة من شأنها أن تتسبب في سوء تأويل من قبل الشريك في التفاعل، بما في ذلك غياب الاستجابة الذي يمكن تفسيره على أنه كره شخصي. يتسبب هذا التأويل الخاطئ بتقليل التفاعلات الإيجابية، ما يؤدي إلى تقليل إضافي في التفاعلات الاجتماعية والذي من شأنه أن يسهل استمرارية الاكتئاب.

### الإمكانات التعزيزية
تؤكد نظرية الإمكانات التعزيزية أن الاكتئاب ناجم عن فقدان إمكانات المكافأة المناسبة، أي عندما لا تُكافأ السلوكيات الإيجابية بطرق يُعتقد أنها مناسبة على وجه التحديد. ستقلّ وتيرة حدوث مثل هذه السلوكيات ثم ستنقرض. سيقلل الانقراض الحتمي لهذه المجموعة الكبيرة من السلوكيات من ذخيرة الفرد السلوكية، ما يؤدي إلى غياب الاستجابة والإثارة المرتبط بالاكتئاب. يمكن عزو فقدان التعزيز أو عجزه إلى مجموعة متنوعة من الأسباب:
1. قد يُزال حدث التعزيز. يرتبط هذا الأمر عادةً بفقدان دور مهم أو مجزٍ مثل وظيفة ما.
2. قد تقلّ القدرات السلوكية للفرد المصاب. يتعلق هذا الأمر بقدرة الفرد على القيام ببعض الأنشطة التي أثارت تعزيزًا إيجابيًا في السابق. قد يتأثر الأمر ببعض الأحداث مثل الإصابات أو الأحداث المؤلمة.
3. قد يقلّ عدد الأحداث المجزية. يرتبط هذا الأمر عادةً بالجوانب البيولوجية للاكتئاب، بما في ذلك نقص السيروتونين والدوبامين الذي من شأنه أن يحدّ من المشاعر الإيجابية خلال التجارب المجزية السابقة.[9]

يبدأ الشخص المصاب بتفسير سلوكه على أنه غير مُجدٍ بعد إزالة التعزيزات، وذلك بسبب انعدام وجود عواقب واضحة. يُعمّم الفهم المرتبط بالافتقار إلى التحكم في مجال معين عادةً، إذ يتطور بعدها إلى عجز مُتعلّم. يُعرّف العجز المُتعلّم بأنه شعور بعدم القدرة على التحكم بالنتائج، بغض النظر عن تصرفاتك. قد يسفر هذا عن ظهور غياب في الاستجابة والإثارة، الأمر الذي لوحظ لدى الأشخاص المصابين بالاكتئاب بعد تغير ملحوظ في التعزيز الإيجابي.

### توجيه ذاتي
تُعتبر نظرية التوجيه الذاتي من التصنيفات الفرعية لنظريات الإمكانات التعزيزية. تشدد نظريات التوجيه الذاتي على دور المعززات المنفذة ذاتيًا والمعززات المعتمدة على البيئة. قد تفسّر هذه التعزيزات المنفذة ذاتيًا سبب إصابة بعض الأفراد الذين يعانون من خسارة خارجية بالاكتئاب وسبب عدم إصابة بعضهم به. يبدأ التوجيه الذاتي بإجراء تقييم ذاتي يتذكر من خلاله الشخص أداءه السابق ويراقب تصرفاته، ويعقبها مكافأة أو عقوبة. قد يمتلك الأشخاص المصابون بالاكتئاب توقعات غير واقعية عن أنفسهم، ما يؤدي إلى عقاب ذاتي شديد أو إلى انخراطهم في سلوكيات من المراقبة الذاتية مع الاعتماد بشكل كلي على مصادر التعزيز الخارجية. يحدّ الفرد من تجاربه المرتبطة بالتعزيز الإيجابي في كل من الحالتين، ما يؤدي إلى انشغاله بالمشاعر السلبية والاكتئاب.

### العلاج السلوكي المعرفي
يستند العلاج السلوكي المعرفي إلى الافتراض القائل إن للاكتئاب جذور في أنماط التفكير السلبية التي تسفر عن أنماط السلوك السلبية. يُشار إلى آرون بيك بأنه أول من طور هذا النهج المعرفي السلوكي، إذ ركز على العوامل الآنية بدلًا من العوامل المهيئة. تستند نظريات بيك إلى ثالوثه المعرفي: النظرة السلبية للذات، والعالم، والمستقبل. يمتلك الأفراد المصابون بالاكتئاب آراءً سلبية غير مبررة في ما يتعلق بأنفسهم وبالعالم، ولذلك يمتلكون توقعات سلبية للغاية في ما يتعلق بالمستقبل أيضًا. تسفر هذه التوقعات السلبية عن سلوكيات منفرة؛ ومع ذلك، تُعتبر هذه السلوكيات أحد أعراض المفاهيم المعرفية الأصلية الخاطئة وحسب.